# Dicranomyia tarsalba
Dicranomyia tarsalba là một loài ruồi trong họ Limoniidae. Chúng phân bố ở miền Australasia.